# SVT Nyheter Värmland

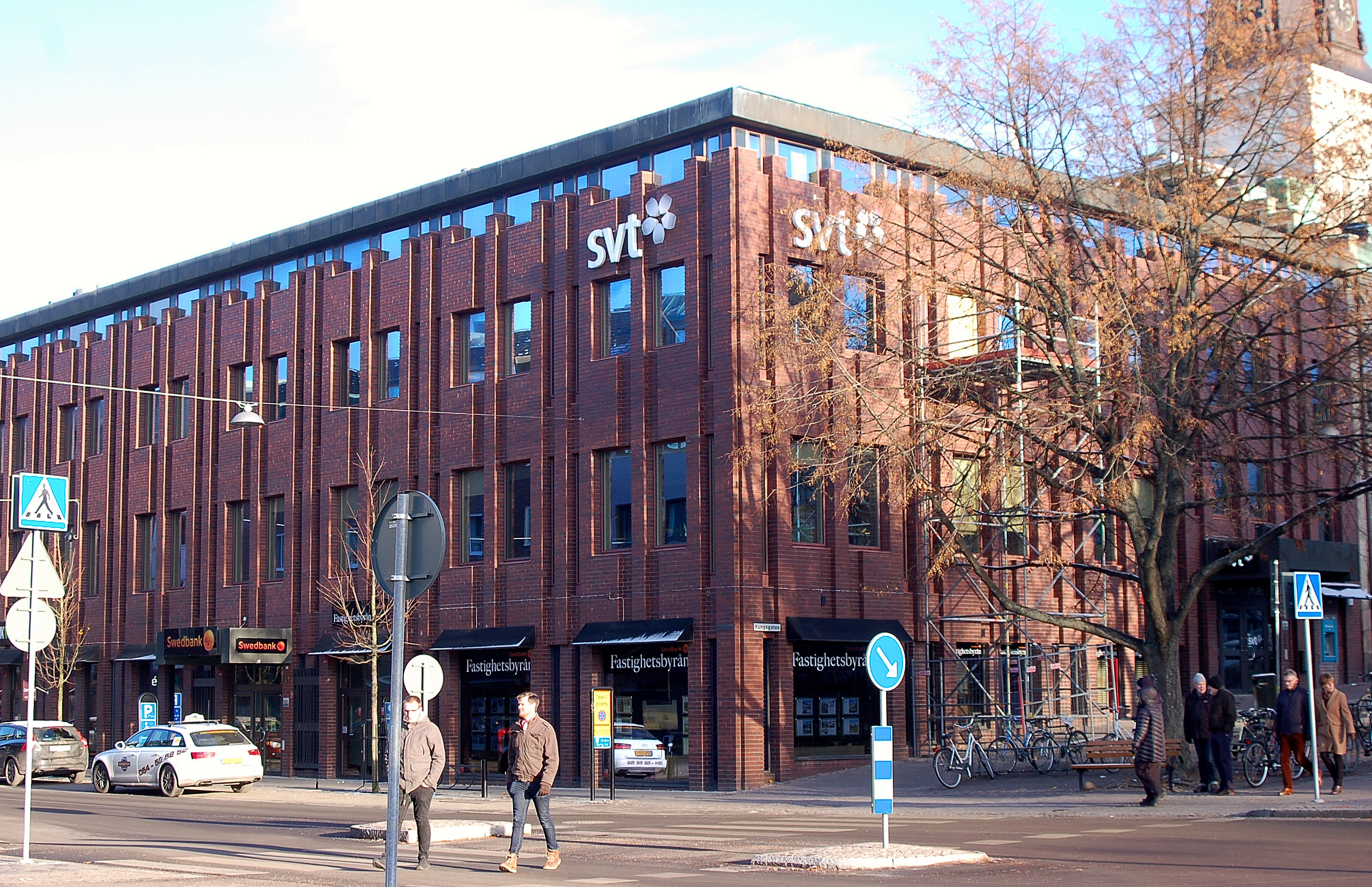
SVT i Karlstad.

SVT Nyheter Värmland är ett av Sveriges Televisions regionala nyhetsprogram, vilket sänds för tittare i främst Värmlands län.
Programmet startade i september 2001 genom delning av Tvärsnytt. Det hette Värmlandsnytt till april 2015. 

## Redaktionschef
- Jörgen Stenborg, 2001-2002, tidigare chef för Tvärsnytt i Karlstad.[2]
- Niclas Brunell, 2002[3]–2008
- Patric Hamsch, 2008[4]–2011[5]
- Tomas Skoglund, 2011[6]–2021
- Susanne Junkala, 2022[7]–